# Абдигали, Садык Абдигалиулы
Садык Абдигалиулы Абдигали (Абдигалиев)  (07.11.1936 — 14.02.2020) — казахстанский ученый-германист, кандидат педагогических наук, профессор кафедры методики иноязычного образования Казахского университета международных отношений и мировых языков имени Абылай хана, член казахстанской ассоциации учителей немецкого языка.
Автор научных трудов в области сравнительно-сопоставительного изучения языков, билингвизму, теории и методики профессионального образования.

## Биография

### Образование, ученые степени, звания
В 1959 году окончил Алматинский педагогический институт иностранных языков.
В 1976 году защитил кандидатскую диссертацию в Московском государственном педагогическом институте иностранных языков имени Мориса Тореза (г. Москва) на тему «Пути преодоления лексической интерференции при обучении немецкому языку» (научный руководитель — к.пед.н., доцент Козлов П. Г.).

### Трудовая деятельность
Всю свою жизнь был предан alma-mater — Алматинскому педагогическому институту иностранных языков, который сегодня известен как Казахский университет международных отношений и мировых языков имени Абылай хана (КазУМОиМЯ им. Абылай хана). Именно в этом вузе он начал свой трудовой путь:
С 1959 по 1979 гг. — преподаватель кафедры методики немецкого языка АПИИЯ.
С 1979 по 1980 гг. — доцент кафедры методики немецкого языка АППИЯ.
С 1980 по 1984 гг. — декан факультета немецкого языка АПИИЯ.
С 1993 по 2001 гг. — заведующий кафедрой грамматики немецкого языка в КазУМОиМЯ имени Абылай хана.
С 2001 по 2002 гг. — заведующий кафедрой фонетики и лексикологии немецкого языка в КазУМОиМЯ имени Абылай хана.
С 2002 по 2006 гг. — заведующий кафедрой теории и практики немецкого языка в КазУМОиМЯ имени Абылай хана.
С 2006 по 2007 гг. — профессор кафедры теории и практики и методики преподавания немецкого языка в КазУМОиМЯ имени Абылай хана.
С 2007 по 2013 гг. — профессор кафедры методики преподавания иностранных языков в КазУМОиМЯ имени Абылай хана.
С 2013 по 2015 гг. — профессор кафедры послевузовского образования в КазУМОиМЯ имени Абылай хана.
С 2015 по 2017 гг. — профессор кафедры методики иноязычного образования в КазУМОиМЯ имени Абылай хана.
С 2018 по 2019 гг. профессор кафедры послевузовского образования в КазУМОиМЯ имени Абылай хана.

## Почетные награды и поощрения
1992 — медаль имени Алтынсарина за особые заслуги в области образования и педагогической науки (Министерство образования и науки Республики Казахстан)
2001 — юбилейная медаль «10 лет Независимости Республики Казахстан»
2013 — почетный знак «70 лет КазУМОиМЯ имени Абылай хана»
2017 — нагрудный знак «Почетный работник образования РК»